# Adalboldo II de Utreque
Adalboldo II de Utreque (em latim: Adalboldus ou Adelboldus Trajectensis; 975–27 de novembro de 1026 (51 anos)) foi bispo de Utreque entre 1010 e 1026.

## Vida e obras
Adalboldo nasceu em 975, provavelmente nos Países Baixos, e foi educado parcialmente por Notker de Liège. Tornou-se cônego em Laubach e, aparentemente, lecionou lá. O imperador Henrique II, que o tinha em grande estima, convidou-o para sua corte e nomeou-o bispo em Utreque em 1010. No posto, deu início às posses territoriais da diocese, especialmente depois de adquirir em 1024 e 1026 os condados de Drente e Teisterbant.
Ele foi obrigado a defender seu posto não apenas contra os frequentes raides dos normandos, mas também contra as agressões de nobres vizinhos. Ele não conseguiu manter a posse do distrito de Merwede (Mircvidu), entre a foz do Meuse e a do Waal, contra Teodorico na Batalha de Vlaardingen, em 1018.
O imperador ordenou que o território fosse devolvido ao bispo e que um castelo construído ali para controlar a navegação no Meuse fosse destruído, mas a expedição liderada por Godofredo de Brabante, realizada justamente para fazer cumprir as ordens do imperador, foi derrotada e no acordo subsequente, o território permaneceu sob controle de Teodorico.
Adalboldo também promoveu ativamente a construção de igrejas e mosteiros em sua diocese. Sua principal realização nesta área foi a construção, em poucos anos, de uma grande catedral românica, a Catedral de São Martinho em Utreque, onde está enterrado. Ele reformou o mosteiro de Tiel e completou o de Hohorst, iniciado por seu predecessor, Ansfredo. Para este último, nomeou Poppo de Stablo, iniciando assim a reforma cluníaca em sua diocese.
Adalboldo também foi escritor. Uma "Vida de Henrique II", escrita em 1012, tem sido atribuída a ele, mas as evidências baseadas nos fragmentos que restaram da obra não são conclusivas. Escreveu ainda um tratado matemático sobre como calcular o volume de uma esfera ("Libellus de ratione inveniendi crassitudinem sphaerae") dedicado ao papa Silvestre III, que era também matemático. Existe ainda uma exposição filosófica sobre uma passagem de Boécio. 
Já a obra "Quemadmodum indubitanter musicæ consonantiæ judicari possint" tem sido atribuída a ele sem bases suficientes.

## Atribuição
- Este artigo incorpora texto (em inglês) da The New Schaff-Herzog Encyclopedia of Religious Knowledge (3.ª ed.), de 1908-1914 em 13 volumes, publicação em  domínio público.